# 石塚山古墳
石塚山古墳（いしづかやまこふん）は、福岡県京都郡苅田町富久町1丁目に所在する古墳時代前期の前方後円墳。江戸時代に銅鏡などの遺物が発掘されている。1985年（昭和60年）に国の史跡に指定されている。

## 概要
周防灘を望む緩斜面に築造された前方後円墳である。周囲はやや削られており、推定全長120m、後円部高さ10m以上と思われる。前方部は墳丘上にある神社建立時に上面が削平されている。墳丘には葺石が見られるが、埴輪の存在は確認されていない。1796年（寛政8年）に長さ5.5m、幅・高さとも1mの竪穴式石室が発掘されているが現在は実見できない。さらに石塚古墳は、卑弥呼の墓と目され最古級の前方後円墳。

### 出土遺物
出土遺物は石塚山古墳より少し離れた宇原神社に所蔵されている舶載三角縁神獣鏡6種7面、素環頭大刀、銅鏃があるが、小倉藩主「小笠原家文書」によると銅鏡は11面（「宇原神社由来記」によると14面）と金具が出土したと伝えられる。現存する鏡は岡山県備前車塚古墳、京都府椿井大塚山古墳などの出土鏡と同笵である。鏡7面を含む出土品は1953年に国の重要文化財に指定されている。1987年に再発掘が実施され、後円部の石室は大破していることがわかった。この時の発掘では細線式獣帯鏡片、琥珀製勾玉、碧玉製管玉、小札革綴冑片などが出土した。
- 石塚山古墳から出土したと伝えられ、現存する三角縁神獣鏡の種類の内訳と小林行雄らが明らかにした他の古墳との同笵鏡の分有関係は以下の通りである。

1. 吾作銘四神四獣鏡（複像式）　　京都府椿井大塚山古墳、岡山県備前車塚古墳、大阪府万年山古墳出土鏡と同笵
2. 天王・日月・獣文帯四神四獣鏡（単像式）　　福岡県御陵古墳出土鏡と同笵
3. 天王・日月・獣文帯四神四獣鏡（単像式）　　岡山県備前車塚古墳、奈良県新山古墳出土鏡と同笵
4. 天王・日月・獣文帯三神三獣鏡一種2面　　　京都府椿井大塚山古墳、福岡県原口古墳、大分県赤塚古墳出土鏡と同笵
5. 日月・獣文帯六神四獣鏡
6. 日日日全・獣文帯三神三獣鏡

　　以上6種7面である

## 築造年代
石塚山古墳は京都府椿井大塚古墳、岡山県備前車塚古墳などと同じく墳丘に円筒埴輪列が見られない。また、出土遺物に石釧や車輪石、鍬形石などの石製腕飾類を含まず、出土鏡がすべて舶載鏡（中国鏡）と考えられる共通の要素を持っている。これらの共通の特徴を持つ古墳は従来から、古墳時代でもきわめて早い時期にあたる4世紀初めごろの年代が推定されてきた。しかし、最近はさらに年代を遡らせて、これらの古墳の築造時期を3世紀の中頃から後半を想定する考えも広がりつつある。

## 文化財

### 重要文化財（国指定）
- 豊前国京都郡石塚山古墳出土品 一括（考古資料） - 明細は以下。1953年（昭和28年）3月31日指定[5]。
  - 三角縁神獣鏡 7面
  - 銅鏃 1本
  - 刀剣類残闕 一括

### 国の史跡
- 石塚山古墳 - 1985年（昭和60年）1月31日指定[6]、2017年（平成29年）10月13日に史跡範囲の追加指定[7][8]。

## 交通アクセス
- JR日豊本線苅田駅より徒歩15分　苅田町役場のすぐ横
- 東九州自動車道苅田北九州空港インターチェンジから4.5㎞